# 洛尔策河
47°14′53″N 8°24′39″E / 47.24806°N 8.41080°E

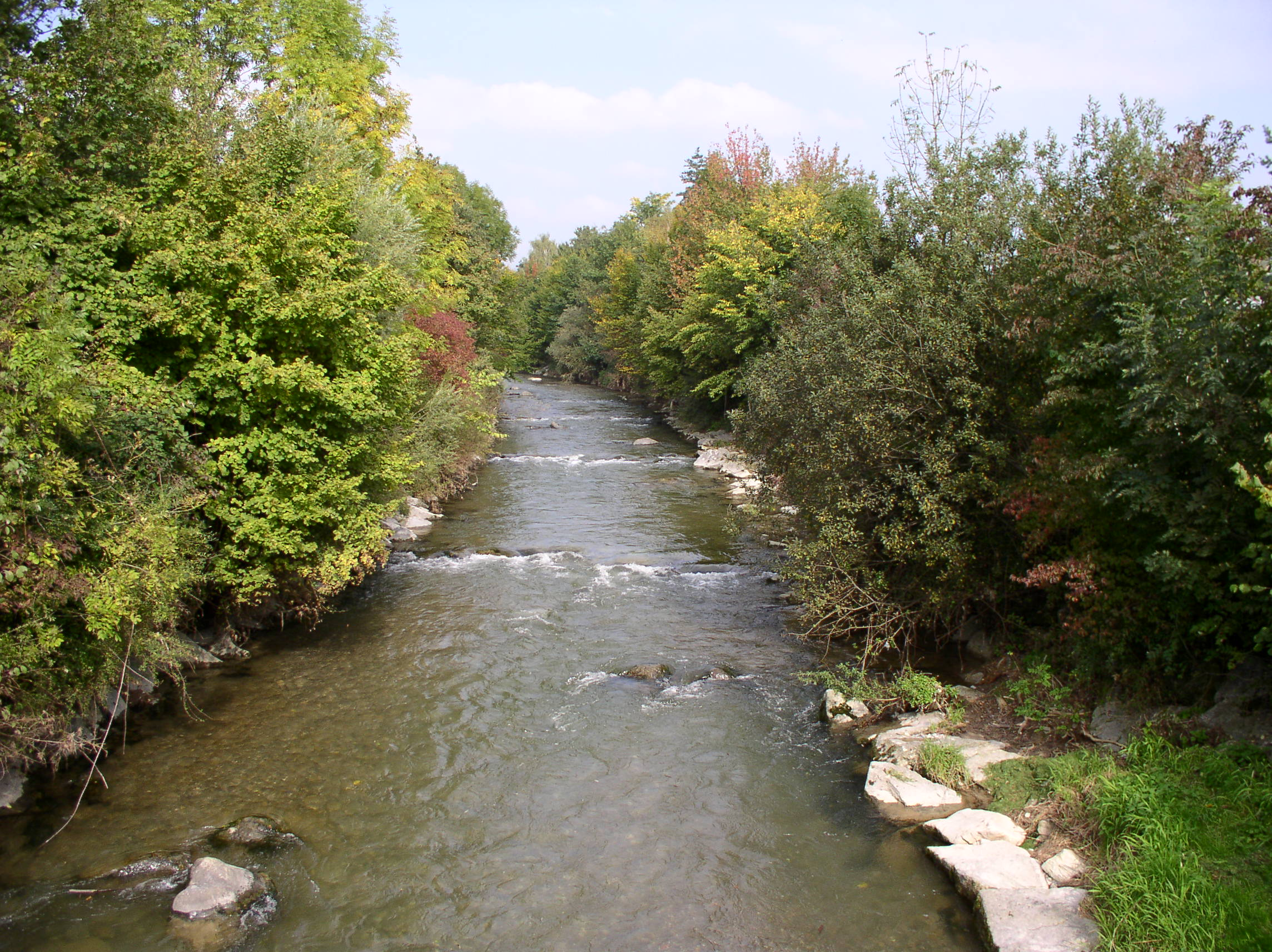

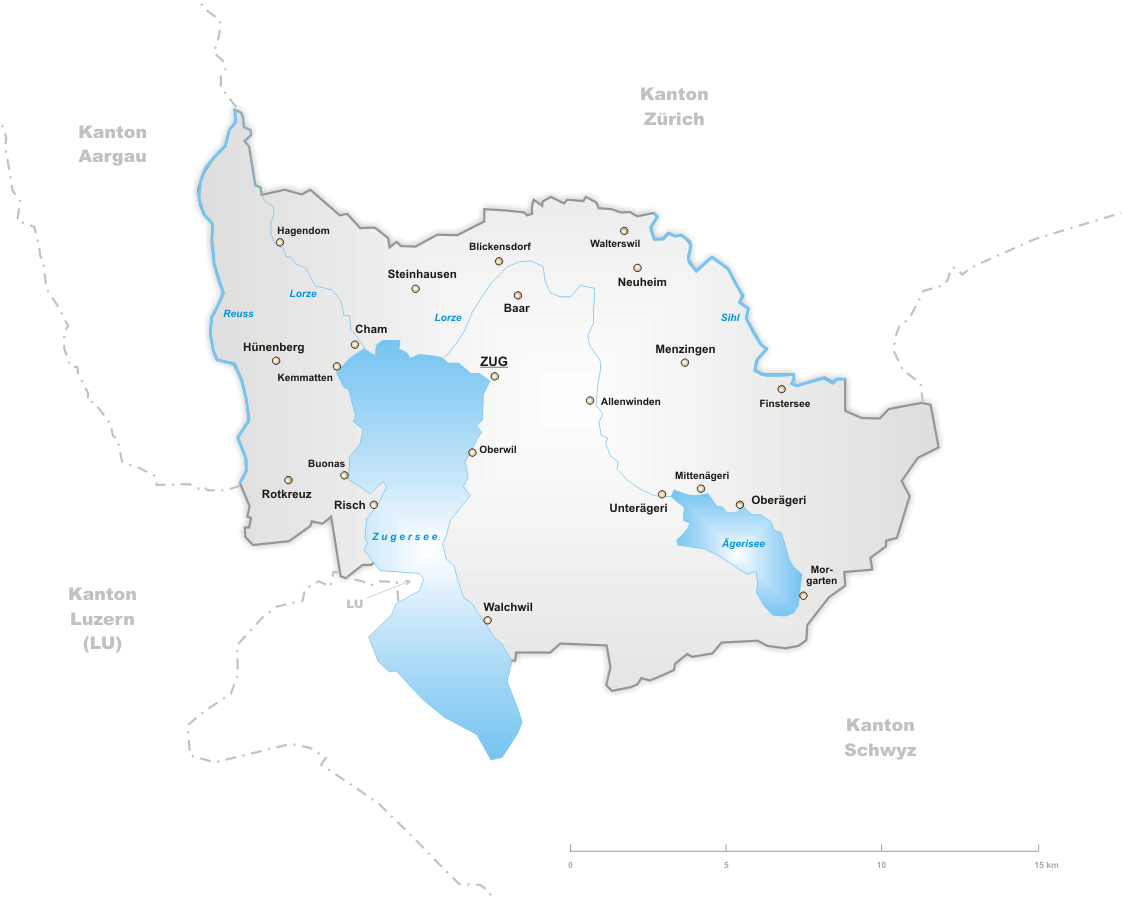

洛爾策河（德語：Lorze）是瑞士的河流，位於該國中部，流經楚格州，屬於羅伊斯河的支流，河道全長31公里，流域面積299平方公里，發源自下埃格里，河口處在奥布费尔登附近。